# Полиция штата Виктория
Полиция штата Виктория (англ. Victoria Police) - полиция Австралии, в юрисдикцию которой входит территория штата Виктория, площадью 227 тыс. кв. км. и населением 5,5 млн. человек

## Структура

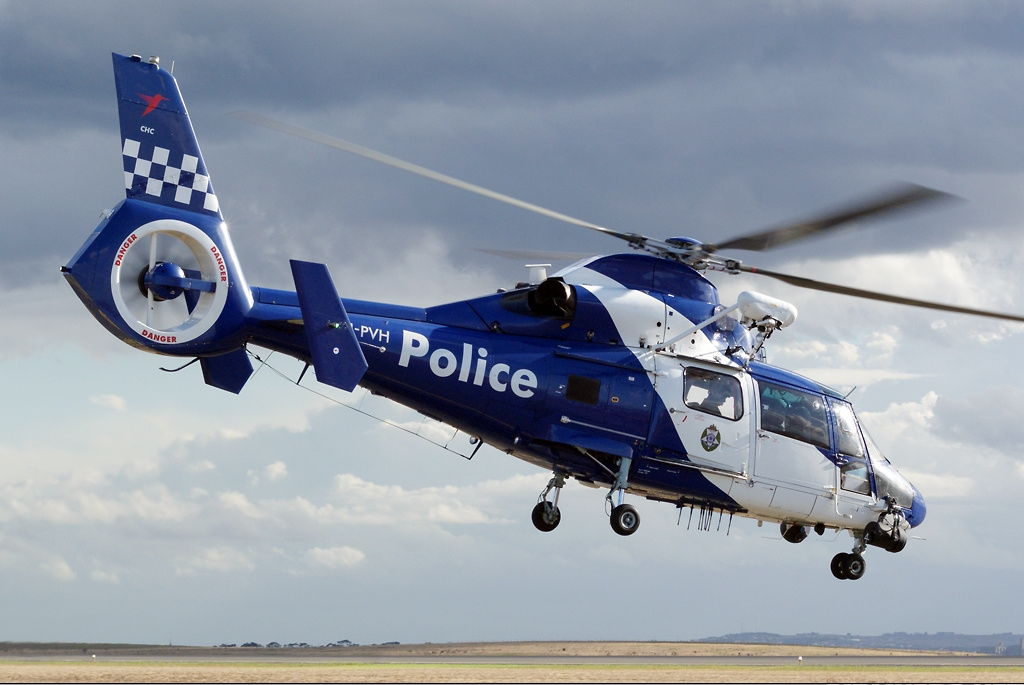
Полицейский вертолет Eurocopter AS365 Dauphin, 2009 год

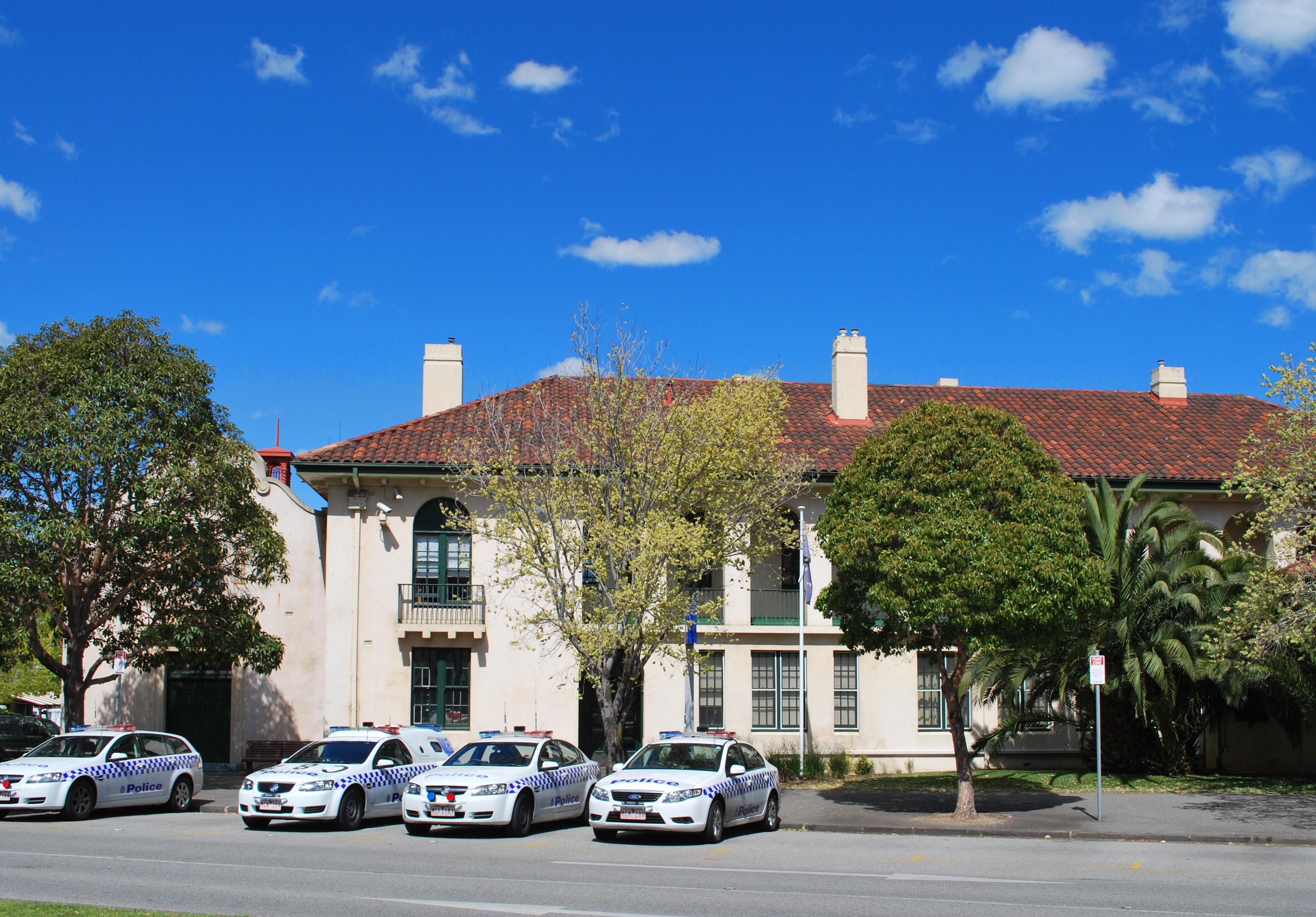
Полицейский участок в пригороде Мельбурна, 2011 год

- Воздушная полиция (Air Wing). Подразделение создано в 1975 году. На вооружении стоят 4 вертолёта: три Eurocopter AS365 Dauphin и один Eurocopter EC135.